# Гіперзаряд
Гіперзаряд (Y) — квантове число, спільне для групи елементарних частинок з однаковим ізотопічним спіном, але різними його проєкціями. При сильній взаємодії гіперзаряд зберігається.
Гіперзаряд пов'язує між собою електричний заряд та проєкцію ізоспіну за формулою Гелл-Манна — Нісідзіми:
{\displaystyle Q=I_{3}+{\frac {1}{2}}Y},
де {\displaystyle Q} — електричний заряд в одиницях елементарного електричного заряду, {\displaystyle I_{3}} — z-ва проєкція ізоспіну. Таким чином, гіперзаряд — це подвоєний середній електричний заряд групи частинок із однаковим ізоспіном (але різними його проєкціями).
Гіперзаряд дорівнює сумі інших квантових чисел:
{\displaystyle Y=B+S+C+B^{\prime }+T},
де {\displaystyle B} — баріонний заряд, {\displaystyle S} — дивність, {\displaystyle C} — чарівність,
{\displaystyle B^{\prime }} — краса, {\displaystyle T} — правдивість.
Для слабкої взаємодії існує аналогічна величина, яку називають слабким гіперзарядом.